# Холидеј Ин (филм)
Холидеј Ин (енгл. Holiday Inn) је амерички филмски мјузикл из 1942. године, режисера и продуцента Марка Сандрича, у коме главне улоге тумаче Бинг Крозби, Фред Астер, Марџори Рејнолдс, Вирџинија Дејл и Волтер Абел. Партитуру је компоновао Ирвинг Берлин, који је написао дванаест песама специјално за филм. Филмску кореографију је осмислио Дени Дер.
Филм је освојио Оскара за најбољу оригиналну песму („White Christmas”), док је био номинован у категоријама за најбољу музику и најбољу оригиналну причу.

## Радња
Џим Харди, Тед Хановер и Лајла Диксон чине популаран музичко-плесни трио у Њујорку. На Бадње вече, Џим се припрема за свој последњи наступ пре него што ожени Лајлу и повуче се на фарму у Конектикату. Лајла му саопштава да се заправо заљубила у ноторног заводника Теда; сломљеног срца, Џим их напушта.
Џим покушава да се посвети раду на фарми, али завршава у санаторијуму. Наредне Бадње вечери, Џим се враћа у Њујорк са планом да претвори своју фарму у „Холидеј Ин”, локал за забаву отворен само празницима, што забавља Теда и његовог агента Денија Рида. У једној цвећари, продавачица Линда Мејсон, која жели да постане извођач, покушава да заинтересује Денија; он је упућује на Холидеј Ин и Тедов клуб. Те вечери, Линда и Џим се случајно сретну на наступу Теда и Лајле. Џим се претвара да је власник конкурентског клуба, док се Линда представља као Тедова познаница, али побегне када им Тед и Лајла приђу.
На Божић, Линда стиже у Холидеј Ин, где налази Џима, и њих двоје одмах схватају своју заблуду. Џим јој пева своју нову песму, „White Christmas”.
На новогодишњу ноћ, Холидеј Ин отвара своја врата бројној публици. У Њујорку, Тед сазнаје да га Лајла оставља због тексашког милионера. Под утицајем алкохола, долази у Холидеј Ин тачно у поноћ и налеће на Линду. Њихов плес осваја публику која верује да је у питању припремљена тачка. Дени долази и одушевљен је што је Тед пронашао нову партнерку, али Тед ујутро не може да се сети Линде. Џим је скрива, плашећи се да ће је Тед освојити.
На Линколнов рођендан, Тед и Дени траже Линду, коју Џим убеђује да изведу тачку са црном шминком на лицу, како би их омео. Док је шминка, Џим је пита да остане с њим између празника, што Линда тумачи као предлог за брак. Он то потврђује, али додаје да ће то бити могуће када буде могао да га приушти.
Припремајући се за Дан заљубљених, Џим представља Линди нову песму, „Be Careful, It's My Heart”. Тед стиже и импровизује плес са Линдом. Препознавши је из новогодишње ноћи, захтева да му Џим спреми тачку за наредни наступ.
На Вашингтонов рођендан, Тед и Линда плешу у раскошним костимима из 18. века, а Џим саботира њихов темпо, мењајући га из менуета у џез. Линда одбија Тедову понуду да му буде партнерка, рекавши да ће се удати за Џима. Када Тед пита Џима о веридби, он је негира, али Тед остаје сумњичав.
На Ускрс, романса цвета између Џима и Линде. Они срећу Теда који моли да буде део Џимових наступа како би искусио „праву срећу” коју су њих двоје пронашли. Линда је шармирана, али је Џим сумњичав. Џимова сумња је потврђена на Дан независности када чује да Тед и Дени доводе холивудске продуценте да виде Теда и Линду. Џим потплаћује шофера Гаса да успори Линду, а њих двоје на крају аутом завршава у потоку. Линду покупи Лајла, која је оставила „милионера” без новца и радује се што ће поново бити Тедова партнерка. Мислећи да је Џим довео Лајлу да би њу спречио да оде, Линда упућује Лајлу да такође заврши у потоку.
У Холидеј Ину, Тед импровизује своју тачку с ватрометом. Линда стиже, бесна јер јој Џим није веровао. Придружује се Теду и одлази у Холивуд. Џим пристаје да продуценти сниме филм о Холидеј Ину, али обећава да ће остати тамо.
На Дан захвалности, локал је затворен, а Џим је потонуо у самосажаљење. Док се припрема да пошаље нову песму, домаћица Мејми га подстиче да се бори за Линду.
Џим стиже у Калифорнију на Бадње вече, док се Тед и Линда спремају за венчање. Џим се суочава са Тедом у његовој гардероби, затвара га, па окреће ситуацију у своју корист. На сету Линдиног филма, верној реплици Холидеј Ина, Џим оставља лулу на клавиру и скрива се, док Линда улази и почиње да пева „White Christmas”. Сетно звонећи звоцима као што је то Џим радио, она оклева, али наставља кад јој се Џимов глас придружи. Џим се појављује и Линда трчи ка њему.
Током новогодишње ноћи у Холидеј Ину, Тед се поново среће с Лајлом. Џим и Линда певају дует, потврђујући своју љубав.

## Улоге
| Глумац           | Улога           |
| ---------------- | --------------- |
| Бинг Крозби      | Џим Харди       |
| Фред Астер       | Тед Хановер     |
| Марџори Рејнолдс | Линда Мејсон    |
| Вирџинија Дејл   | Лајла Диксон    |
| Волтер Абел      | Дени Рид        |
| Луиза Биверс     | Мејми           |
| Ирвинг Бејкон    | Гас             |
| Леон Беласко     | власник цвећаре |
| Марек Виндхајм   | Франсоа         |
| Џејмс Бел        | Данбар          |
| Џон Галоде       | Паркер          |
| Шелби Бејкон     | Вандербилт      |
| Џоун Арнолд      | Дафне           |